# Acorus calamus
Il calamo aromatico  (Acorus calamus L., 1753), detto anche canna odorosa, è una pianta erbacea palustre e perenne della famiglia delle  Acoraceae.

## Descrizione

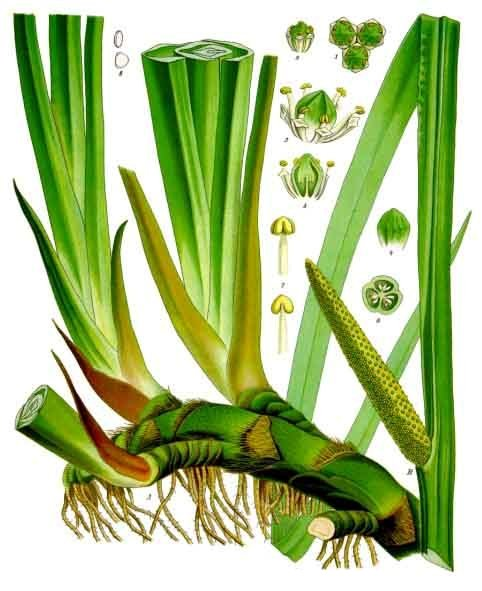
Illustrazione botanica di Acorus calamus

### Portamento
Si tratta di una specie idrofita radicante che può raggiungere dimensioni comprese tra i 50 centimetri ed il metro di altezza. Gli scapi, dai quali si origina l'infiorescenza, hanno una forma triangolare.

### Foglie
Le foglie sono lineari ed erette, di larghezza compresa tra i 10 e i 15 millimetri e di colore verde scuro.

### Fiori
I fiori sono ermafroditi e raggruppati in un'inflorescenza a spadice conico, lungo tra i 4 e gli 8 centimetri e di colore giallo o verde chiaro. Possiedono un unico tepalo lungo al massimo 2,5 millimetri.
I frutti sono delle bacche di colore rosso.

### Radici
La radice è costituita da un rizoma ramificato e aromatico.

## Distribuzione e habitat
La pianta, originaria dell'Asia, si è diffusa in Europa e nei paesi dal clima temperato, inclusa l'America settentrionale. Il suo habitat è costituito dalle zone umide, gli stagni o le zone ripariali e non sopporta il sole forte del mese di agosto. Vegeta a quote comprese tra 0 e 300 metri.

## Usi
Le radici sono usate in erboristeria per preparare liquori, e sono apprezzate le sue proprietà eupeptiche-digestive.
In ambito industriale ne è usata l'essenza sia in profumeria che per dare un aroma di vermouth a bibite come il chinotto.
Nel Medioevo le foglie, che profumano di limone, venivano sparse sui pavimenti per profumare l'ambiente calpestandole.
Da un punto di vista gastronomico, i germogli possono essere usati per insaporire le insalate, mentre la radice aromatizza i piatti di carne.